# Wazuza
Wazuza (ros. Вазу́за) – rzeka w północnej Rosji przeduralskiej (obwody smoleński i twerski), lewy dopływ Wołgi w zlewisku Morza Kaspijskiego. Długość – 162 km, powierzchnia zlewni – 7120 km². Reżim śnieżno-deszczowy. Pokrywa lodowa od listopada do kwietnia.
Źródła w północno-zachodniej części Wyżyny Smoleńskiej. Płynie na północ przez tereny między Wyżyną Smoleńską a wzgórzami Wałdaj i uchodzi do Wołgi w mieście Zubcow. W dolnym biegu sztuczny Zbiornik Wazuski, zajmujący również niemal całą dolinę dopływu Wazuzy – rzeki Gżat’.
Źródło:
- Hasło Вазуза w Wielkiej Encyklopedii Radzieckiej. slovari.yandex.ru. [zarchiwizowane z tego adresu (2010-01-06)].